# Gare de Sanjō (Kyoto)
La gare de Sanjō (三条駅, Sanjō-eki) est une gare ferroviaire de la ville de Kyoto au Japon. La gare est gérée par la compagnie Keihan.

## Situation ferroviaire
La gare de Sanjō marque la fin de la ligne principale Keihan et le début de la ligne Keihan Ōtō (les deux lignes sont interconnectées).

## Histoire
La gare est inaugurée le 27 octobre 1915.

## Service des voyageurs

### Accès et accueil

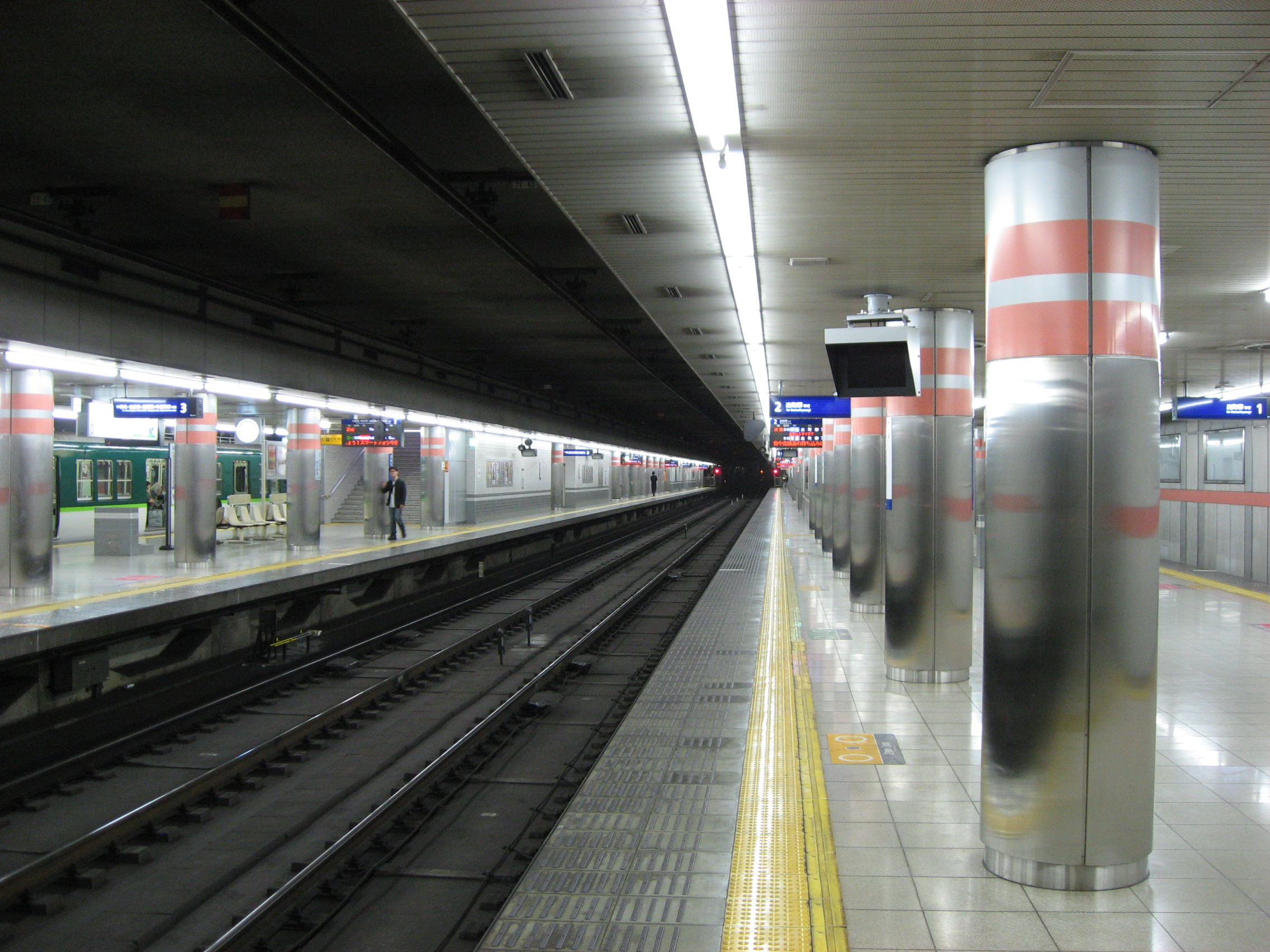
Vue des quais

La gare dispose d'un bâtiment voyageurs, avec guichets, ouvert tous les jours. Les quais sont en souterrains.

### Desserte
- Ligne Keihan Ōtō :
  - voies 1 et 2 : direction Demachiyanagi
- Ligne principale Keihan :
  - voies 3 et 4 : direction Chūshojima, Hirakatashi, Yodoyabashi et Nakanoshima

### Intermodalité
La gare est en correspondance avec la station Sanjō Keihan de la ligne Tōzai du métro de Kyoto.

## Dans les environs
- Sanjō Ōhashi
- Ponto-chō